# Boguchwała
Boguchwała è un comune urbano-rurale polacco del distretto di Rzeszów, nel voivodato della Precarpazia.
Ricopre una superficie di 96,19 km² e nel 2004 contava 20 795 abitanti.